# Les AuCoin
Les AuCoin, född 21 oktober 1942 i Portland i Oregon, är en amerikansk politiker (demokrat). Han var ledamot av USA:s representanthus 1975–1993.
AuCoin efterträdde 1975 Wendell Wyatt som kongressledamot och efterträddes 1993 av Elizabeth Furse. I senatsvalet 1992 besegrades AuCoin av sittande senatorn Bob Packwood.